# Butterdon Hill
Butterdon Hill - wzniesienie w południowo-zachodniej Anglii, znajdujące się w Parku Narodowym Dartmoor, w hrabstwie Devon, wysokie na 367 m (1204 stóp) nad poziomem morza.